# Boehmeria bullata
Boehmeria bullata là loài thực vật có hoa trong họ Tầm ma. Loài này được Kunth mô tả khoa học đầu tiên năm 1817.